# Wind Beneath My Wings
Wind Beneath My Wings is een nummer geschreven door Larry Henley en Jeff Silbar. In 1982 werd het voor het eerst opgenomen door Kamahl, maar deze versie werd niet uitgebracht. Later dat jaar werd Roger Whittaker de eerste artiest die een versie van het nummer uitbracht. In 1982 en 1983 bereikten opnamen door diverse artiesten de hitlijsten, waaronder Colleen Hewett, Lou Rawls, Gladys Knight & the Pips en Gary Morris. In 1988 nam Bette Midler de meest succesvolle versie van het nummer op voor de soundtrack van de film Beaches, waarin zij de hoofdrol speelde. In februari 1989 werd deze opname uitgebracht als single.

## Achtergrond
In 1982 namen Larry Henley en Jeff Silbar de eerste demo van "Wind Beneath My Wings" op, die zij aan Bob Montgomery gaven. Hij nam vervolgens zijn eigen demo op en veranderde het van een mid-temponummer naar een ballad. Henley en Silbar boden het nummer vervolgens aan vele artiesten aan, waaronder Kamahl, die het opnam voor een country- en westernalbum dat hij aan het maken was. Hij besloot om zijn versie niet uit te brengen, omdat het niet aan zou sluiten bij de rest van het album. Roger Whittaker was uiteindelijk de eerste artiest die het nummer uitbracht, op zijn album The Wind Beneath My Wings.
In 1982 en 1983 bereikten enkele versies van "Wind Beneath My Wings" de hitlijsten. In 1982 nam de Australische Colleen Hewett haar versie van het nummer op, die in haar thuisland tot plaats 52 kwam in de hitlijsten. In de Verenigde Staten bereikte het in 1983 in drie versies de hitlijsten. Lou Rawls kwam tot plaats 65 in de Billboard Hot 100 met zijn versie, terwijl Gladys Knight & the Pips het opnam onder de titel "Hero" en tot plaats 64 in de R&B-lijsten kwamen. Tevens kwam Gary Morris tot de vierde plaats in de Amerikaanse countrylijsten met zijn versie van het nummer.
In 1988 nam Bette Midler "Wind Beneath My Wings" voor de soundtrack van de film Beaches, waarin zij de hoofdrol speelde. Zij scoorde hiermee een nummer 1-hit in de Verenigde Staten en Australië. Ook in IJsland, Nieuw-Zeeland en het Verenigd Koninkrijk kwam de single in de top 5 van de hitlijsten terecht. In 1990 de versie van Midler twee Grammy Awards in de categorieën Record of the Year en Song of the Year.
Andere artiesten die "Wind Beneath My Wings" hebben opgenomen, zijn onder meer Val Doonican, Sheena Easton, Lee Greenwood, Günther Neefs, Piet Veerman (op zijn album Dreams (To Remember)). Tevens werd het naar het Nederlands vertaald door Coot van Doesburgh onder de titel "Vleugels van mijn vlucht", dat werd opgenomen door Paul de Leeuw. In 1993 werd het opgenomen door acteur en zanger Bill Tarmey voor zijn debuutalbum A Gift of Love. Zijn versie bereikte de veertigste plaats in het Verenigd Koninkrijk. In 1997 bracht eveneens acteur en zanger Steven Houghton zijn versie van het nummer uit, die in het Verenigd Koninkrijk de derde plaats behaalde. In 2017 zong Idina Menzel het voor de remake van Beaches, waarin zij dezelfde rol speelde als Midler in de originele film.

## NPO Radio 2 Top 2000
| Nummer met noteringen in de NPO Radio 2 Top 2000 | '05 | '06 | '07 | '08 | '09 | '10 | '11 | '12  | '13  | '14  | '15  | '16  | '17  |
| ------------------------------------------------ | --- | --- | --- | --- | --- | --- | --- | ---- | ---- | ---- | ---- | ---- | ---- |
| Wind Beneath My Wings (Bette Midler)             | 626 | 603 | 471 | 817 | 858 | 746 | 902 | 1301 | 1445 | 1249 | 1431 | 1797 | 1841 |

1. ↑  Een vetgedrukt getal geeft de hoogste notering aan.
2. ↑  2005 was het eerste jaar met een notering voor dit nummer.
3. ↑  Deze tabel is bijgewerkt tot en met de laatste editie (2024).